# 堀脩大
堀 脩大（ほり しゅうと、1999年5月14日 - ）は、東京都出身のサッカー選手。ポジションはMF。

## 来歴
青森山田高校が全国高等学校サッカー選手権大会初優勝を果たした際の出場メンバーで、中村駿太、蓑田広大、郷家友太とは同期である。高校卒業後は中央大学に進学。2022年1月5日、カターレ富山に加入することが発表された。
2023年、東京武蔵野ユナイテッドFCに期限付き移籍。この年で富山、武蔵野ともに契約満了となった。
2024年、東京都社会人サッカーリーグ1部所属のEDO ALL UNITEDへ移籍が発表された。

## 所属クラブ
- FCトッカーノ
- FC東京U-15深川
- 青森山田高校
- 中央大学学友会サッカー部
- 2022年 - 2023年  カターレ富山
  - 2023年  東京武蔵野ユナイテッドFC（期限付き移籍）
- 2024年 -  EDO ALL UNITED

## 個人成績
| 国内大会個人成績 | 国内大会個人成績 | 国内大会個人成績 | 国内大会個人成績 | 国内大会個人成績 | 国内大会個人成績 | 国内大会個人成績 | 国内大会個人成績 | 国内大会個人成績 | 国内大会個人成績 | 国内大会個人成績 | 国内大会個人成績 |
| 年度             | クラブ           | 背番号           | リーグ           | リーグ戦         | リーグ戦         | リーグ杯         | リーグ杯         | オープン杯       | オープン杯       | 期間通算         | 期間通算         |
| 年度             | クラブ           | 背番号           | リーグ           | 出場             | 得点             | 出場             | 得点             | 出場             | 得点             | 出場             | 得点             |
| 日本             | 日本             | 日本             | 日本             | リーグ戦         | リーグ戦         | リーグ杯         | リーグ杯         | 天皇杯           | 天皇杯           | 期間通算         | 期間通算         |
| ---------------- | ---------------- | ---------------- | ---------------- | ---------------- | ---------------- | ---------------- | ---------------- | ---------------- | ---------------- | ---------------- | ---------------- |
| 2022             | 富山             | 29               | J3               | 0                | 0                | -                | -                | 0                | 0                | 0                | 0                |
| 2023             | 武蔵野           | 24               | JFL              | 12               | 1                | -                | -                | -                | -                | 12               | 1                |
| 通算             | 日本             | 日本             | J3               | 0                | 0                | -                | -                | 0                | 0                | 0                | 0                |
| 通算             | 日本             | 日本             | JFL              | 12               | 1                | -                | -                | -                | -                | 12               | 1                |
| 総通算           | 総通算           | 総通算           | 総通算           | 12               | 1                | -                | -                | 0                | 0                | 12               | 1                |

## タイトル

### クラブ
FC東京U-15深川
- 高円宮杯 JFA 全日本U-15サッカー選手権大会（2014年）

青森山田高校
- 高円宮杯U-18サッカーリーグ プレミアリーグEAST（2016年）
- 高円宮杯U-18サッカーリーグ チャンピオンシップ（2016年）
- 全国高等学校サッカー選手権大会（2016年）